# 토산초등학교
토산초등학교는 대한민국 제주특별자치도 서귀포시 표선면 토산리에 있는 공립 초등학교이다.

## 학교 연혁
| 1971년 | 6월 21일  | 화산국민학교 토산 분교장 설립인가                     |
| 1972년 | 3월 1일   | 토산 분교장 1학급 인가                                |
| 1972년 | 5월 6일   | 토산 분교장 개교 (1학년 학생수 : 55명)                |
| 1978년 | 3월 1일   | 토산 국민학교 본교 승격 6학급 인가                    |
| 1978년 | 3월 15일  | 토산초등학교 개교                                     |
| 1984년 | 3월 10일  | 병설 유치원 개원                                      |
| 1992년 | 9월 14일  | 급식소 준공 및 급식 시작                              |
| 2005년 | 6월 3일   | 학교 교문 자연석 교체                                 |
| 2005년 | 12월 30일 | 3개 교실 및 화장실 개축                               |
| 2007년 | 3월 28일  | 옥토문고 현판식 및 개관                               |
| 2007년 | 10월 24일 | 학교마을도서관 개관                                   |
| 2008년 | 3월 24일  | "별빛불빛고운" 토산학교마을도서관 개관                |
| 2008년 | 9월 30일  | 학교 주차장 설치                                      |
| 2009년 | 2월 12일  | 다목적 강당 및 영어체험실 증축                        |
| 2009년 | 9월 1일   | 2층 3개 교실 증축                                     |
| 2010년 | 2월 1일   | 도서관 리모델링                                       |
| 2015년 | 11월 23일 | 교실(4개교실) 리모델링 공사                           |
| 2015년 | 11월 23일 | 과학실 신축공사                                       |
| 2016년 | 12월 3일  | 급식소 현대화 및 화장실 증축                          |
| 2017년 | 3월 1일   | 제 18대 장금희 교장 취임                              |
| 2017년 | 10월 30일 | 학교울타리 조성, 주차장 정비, 운동자 다목적 구장 신설 |
| 2018년 | 10월 17일 | 도서관리모델링                                        |
| 2018년 | 11월 28일 | 체육창고 신축                                         |
| 2019년 | 1월 7일   | 제 41회 졸업식(총 853명)                              |

- 2020년 1월 8일 제 42회 졸업식(총 862명)

## 참고 자료
- 토산초등학교 - 한국교육학술정보원 학교알리미